# انتخابات ریاست‌جمهوری ایالات متحده آمریکا (۲۰۲۴)
انتخابات ریاست‌جمهوری ۲۰۲۴ ایالات متحده آمریکا، شصتمین انتخابات ریاست‌جمهوری چهارساله بود که در روز سه‌شنبه، ۵ نوامبر ۲۰۲۴ برگزار شد. رأی‌دهندگان در هر ایالت و منطقه کلمبیا، رأی‌دهندگان مربوط به مجمع گزینندگان الکترال را انتخاب کردند. سپس مجمع گزینندگان رئیس‌جمهور و معاون رئیس‌جمهور را برای یک دوره چهار ساله انتخاب کردند.
جو بایدن، رئیس‌جمهور وقت از حزب دموکرات، در ابتدا برای انتخاب مجدد نامزد و در ۱۲ مارس نامزد مقرر حزب اعلام شد و در انتخابات مقدماتی دموکرات‌ها رقیب چشمگیری نداشت. با این حال، عملکرد بایدن در مناظره ریاست‌جمهوری ژوئن ۲۰۲۴ نگرانی‌ها در خصوص سن او را تشدید ساخت و به درخواست‌های گسترده درون‌حزبی برای ترک رقابت‌ها منجر شد. او در ۲۱ ژوئیه کناره‌گیری کرد و از معاون رئیس‌جمهور کامالا هریس، که مبارزات انتخاباتی خود را در همان روز آغاز کرد، حمایت نمود. هریس به اندازه کافی تأییدیه نمایندگان را به دست آورد و روز بعد نامزد مقرر، و در ۵ اوت نامزد رسمی حزب شد. روز بعد، هریس فرماندار مینه‌سوتا یعنی تیم والز را به‌عنوان جفت انتخابی خود برگزید.
دونالد ترامپ، متصدی پیش از بایدن و عضو حزب جمهوری‌خواه، به‌دنبال شکست از بایدن در ۲۰۲۰، برای دور دوم و غیرمتوالی، در انتخاب مجدد شرکت کرد. ترامپ در انتخابات مقدماتی جمهوری‌خواهان با حریف محدودی روبه‌رو شد و نیکی هیلی میانه‌رو را به راحتی شکست داد. ترامپ در کنوانسیون ملی جمهوری‌خواهان در ۱۵ ژوئیه همراه با جفت انتخابی خود — سناتور اوهایو یعنی جی‌دی ونس — نامزد شد. کارزار انتخاباتی ترامپ اظهارات نادرست و گمراه‌کننده‌ای بیان کرده است و مشغول ترس‌افکنی در مورد مهاجران و ترویج تئوری‌های توطئه بوده است. ترامپ به تکرار ادعاهای نادرست مبنی بر آرای دزدیده‌شدهٔ انتخابات ۲۰۲۰ ادامه داده است. استقبال ترامپ از افراط‌گرایی راست تندرو و لفاظی‌های فزایندهٔ خشونت‌آمیز، غیرانسانی و اقتدارگرایانه علیه مخالفان سیاسی‌اش از سوی مورخان و محققان، پوپولیستی، اقتدارگرا، فاشیست و غیراصولی (برخلاف چیزی که یک نامزد سیاسی تا به حال در تاریخ ایالات متحده گفته است) توصیف شده است. ترامپ در مهٔ ۲۰۲۴ به دلیل ۳۴ مورد جعل سوابق تجاری مجرم شناخته شد؛ او نخستین رئیس‌جمهور سابقی است که به جرم محکوم می‌شود. طی سال‌های ۲۰۲۳ و ۲۰۲۴، او در دادرسی‌های مدنی به سوءاستفاده جنسی، افترا و کلاهبرداری مالی متهم شد. ترامپ به‌دلیل تلاش برای براندازی انتخابات ۲۰۲۰ و نقشش در حمله ۶ ژانویه و مداخله در انتخابات ریاست‌جمهوری ۲۰۲۰ ایالت جورجیا، همچنان تحت کیفرخواست‌های متعددی قرار دارد. ترامپ در ژوئیه ۲۰۲۴ در جریان یک گردهمایی تبلیغاتی از یک سوء قصد جان سالم به در برد.
انتخابات ریاست جمهوری هم‌زمان با انتخابات مجلس سنا و مجلس نمایندگان آمریکا برگزار شد. چندین ایالت نیز انتخابات فرمانداری و قانون‌گذاری ایالتی برگزار کردند. جرم و جنایت، آموزش، مهاجرت، کنترل اسلحه، بهداشت و سلامت، حق سقط جنین، حقوق ال‌جی‌بی‌تی (به ویژه حقوق تراجنسیتی)، اقتصاد، تقلب انتخاباتی، تغییر اقلیم، حمله روسیه به اوکراین، جنگ اسرائیل و حماس، کیفرخواست علیه دونالد ترامپ و ترور نافرجام دونالد ترامپ موضوعات اصلی کارزارهای انتخاباتی بودند.
گزارش خبرگزاری‌ها نشان می‌دهد که ترامپ و ونس به‌ترتیب به‌عنوان چهل و هفتمین رئیس‌جمهور و پنجاهمین معاون رئیس‌جمهور ایالات متحده انتخاب شده‌اند. آن‌ها قرار است فعالیت رسمی خود را در ۲۰ ژانویه ۲۰۲۵ آغاز کنند. ترامپ نخستین رئیس‌جمهور پس از گروور کلیولند در ۱۸۹۲ محسوب می‌شود که در یک دوره غیرمتوالی خدمت می‌کند. او همچنین اولین رئیس‌جمهور سابق است که پس از تئودور روزولت در سال ۱۹۱۲ برای بار دوم نامزد یک حزب بزرگ شد و همچنین اولین رئیس‌جمهور سابق است که پس از هربرت هوور در سال ۱۹۴۰ نامزد شده است. همچنین ترامپ ۷۸ ساله، پیرترین فردی است که به‌عنوان رئیس‌جمهور ایالات متحده انتخاب شده است؛ ونس ۴۰ ساله، نخستین هزاره‌ای است که به‌عنوان معاون رئیس‌جمهور انتخاب شده است. هریس ۲۲۶ رای الکترال به‌دست آورد که بدترین عملکرد برای نامزد ریاست‌جمهوری دموکرات از زمان مایکل دوکاکیس در سال ۱۹۸۸ بود.

## پیش‌زمینه

### مراحل
ماده دوم قانون اساسی ایالات متحده بیان می‌دارد، برای اینکه شخصی به عنوان رئیس‌جمهور انتخاب شود، باید شهروند حقیقی متولد در ایالات متحده باشد و حداقل ۳۵ سال سن داشته باشد و دستکم ۱۴ سال در ایالات متحده سکونت کرده باشد. . متمم بیست و دوم هر شخصی را از انتخاب شدن بیش از دو بار به عنوان رئیس‌جمهور منع کرده است. در مجموعه انتخابات‌های مقدماتی احزاب آمریکایی در سراسر ایالات متحده، نمایندگانی انتخاب می‌شوند که اختیار نامزد کردن کاندیداهای برجسته را در همایش ملی احزاب مربوط دارند. از این رو کاندیداهای برجسته می‌کوشند در این انتخابات‌ها خود را به عنوان نامزد حزب تثبیت کنند. در همایش ملی احزاب یک معاون اول هم به عنوان جفت انتخاباتی نامزد اصلی انتخاب می‌شود تا تکت انتخاباتی حزب تکمیل گردد. معمولاً نامزد نهایی انتخابات خودش یک زوج را برمی‌گزیند که در نهایت در همایش ملی به تصویب نمایندگان حزب می‌رسد.
انتخابات سراسری نوامبر یک انتخابات غیرمستقیم است که در آن رای‌دهندگان به فهرستی از اعضای مجمع گزینندگان رای می‌دهند. سپس این گزینندگان مستقیماً رئیس‌جمهور و معاون رئیس‌جمهور را برمی‌گزینند.
دفاتر انتخاباتی با افزایش حجم کاری و پیگیری‌های مردمی مواجه هستند و از این رو مقامات در بسیاری از ایالت‌های مهم به دنبال جذب بودجه بیشتر به منظور استخدام کارمندان بیشتر و افزایش امنیت انتخابات و آموزش بوده‌اند. بروز چنین اوضاعی در حالی است که بسیاری از این دفاتر با افزایش تعداد بازنشستگی‌ها و همچنین درخواست سوابق از سوی مردم به‌واسطه بی‌اعتمادی ناشی از شکست ترامپ در انتخابات ۲۰۲۰ روبرو هستند.
دیوان عالی ایالت کلرادو، یک دادگاه گردشی در ایالت ایلینوی و وزیر ایالت مین حکم دادند ترامپ طبق بخش سوم از متمم چهاردهم قانون اساسی ایالات متحده به دلیل نقشی که در یورش ۲۰۲۱ به کاخ کنگره داشته، فاقد صلاحیت برای ریاست جمهوری است. این مراجع قضایی و سیاسی کوشیدند با تکیه به همین احکام، از ورود نام وی به تعرفه‌های انتخاباتی حوزه قضایی خود جلوگیری کنند اما دیوان عالی ایالات متحده در روز ۴ مارس به اتفاق آرا حکم داد که بخش سوم از متمم چهاردهم به ایالت‌ها اختیار تعیین صلاحیت اشخاص برای شرکت در انتخابات‌هایی که در سطح ملی برگزار می‌شوند را نمی‌دهد.

## مسائل مربوط به کارزار

### بن‌مایه کمپین‌ها

#### کمپین هریس
هریس کمپین خود را «انتخابی بین آزادی و آشوب» چارچوب‌بندی کرده و اساس آن را حول ایده‌آل‌های «آزادی» و «آینده» قرار داده است. کمیپن هریس در پی این بوده تا با اشاره به ۳۴ فقره محکومیت مجرمانه ترامپ و اثرات لغو رو در برابر وید تجربه هریس به عنوان دادستان و دادستان کل را برای «دادستانی پرونده» علیه ترامپ برجسته کند. هریس دارد به عنوان دموکراتی میانه‌رو که از زمان رقابتش در انتخابات مقدماتی ریاست جمهوری سال ۲۰۱۹ در مواضع سیاستی متعددی به سمت میانه حرکت کرده و بسیاری از مواضع سیاست داخلی بایدن را پذیرفته در انتخابات رقابت می‌کند. هریس پیشنهادهای اقتصادی خود را بر هزینه خواروبار، مسکن و مراقبت سلامت متمرکز کرده. او همچنین بر طبقه متوسط، و کسب‌وکارهای کوچک تمرکز کرده. کمپین هریس به خاطر ضرباهنگ خوشبینانه و پرذوق و شوق اش مورد توجه قرار گرفته است.

#### کمپین ترامپ
«انتقام» از بن مایه‌های مرکزی رقابت ریاست جمهوری دوم ترامپ است. ترامپ در سخنرانی مارس ۲۰۲۳ خود در کنفرانس اقدام سیاسی محافظه کار (سی پک) این بن مایه را اعلام کرد و اظهار داشت «در سال ۲۰۱۶، اعلام کردم، من صدای شما هستم. امروز اضافه می‌کنم: من جنگنده شما هستم. من عدالت شما هستم. و برای آنهایی که در حقشان بی عدالتی و به آنها خیانت شده، من انتقام شما هستم.» ترامپ انتخابات ۲۰۲۴ را به عنوان «نبرد نهایی» چارچوب بندی کرد و آشکارا وعده داد از قدرت ریاست جمهوری برای تلافی جویی سیاسی استفاده کند، گرچه همچنین اظهار داشت که انتقام او «موفقیت‌آمیز خواهد بود.». ترامپ به شدت دارد با تأکید بر مهاجرت به عنوان یکی از تمرکزهای مرکزی کمپینش رقابت می‌کند. کمپین ترامپ بر لفاظی تاریک و آخرالزمانی دربارهٔ وضعیت کشور تمرکز کرده و پیش‌بینی کرده اگر او نبرد سرنوشت شومی به وقوع بپیوندد. اسوسییتد پرس اظهار می‌کند که «جلسات انتخاباتی ترامپ بر نمادها، لفاظی و برنامه ملی‌گرایی مسیحی تکیه می‌کند» ترامپ در کمپین ریاست جمهوری ۲۰۲۴ خود اظهارات دروغین و گمراه کننده متعددی داشته است. تعداد زیاد اظهارات دروغین او به استفاده او از تکنیک پروپاگاندای دروغ بزرگ و رگبار دروغ ربط داده شده است. .
ترامپ همچنین حملات شخصی بسیاری به هریس انجام داده است، که تعدادی از آنها ماهیت جنسی داشته‌اند، نژادپرستانه و زن‌ستیزانه دیده شده‌اند، و شکستن ادامه‌دار هنجارها در خصوص بیان سیاسی تلقی شده‌اند. لفاظی شدیدتر ترامپ علیه دشمنان سیاسیش از سوی مورخین، دانشوران، صاحبنظران و ژنرال‌های سابق پوپولیستی، اقتدارگرایانه، فاشیستی ، و نامشابه هرچیزی که یک نامزد سیاسی هرگز در تاریخ آمریکا گفته توصیف شده است. هریس در یک برنامه تلویزیونی در ۲۳ اکتبر ترامپ را فاشیست دانست، و ترامپ هریس را در جلسات انتخاباتی در سراسر کمپین ۲۰۲۴ خود فاشیست خواند.

### مسایل مراقبت سلامت
دنیاگیری کووید-۱۹ تا مارس ۲۰۲۱، بیش از ۵۵۰٬۰۰۰ نفر را در ایالات متحده کشته است (بیش از ۱ نفر در هر ۶۰۰ آمریکایی), و تأثیرات اقتصادی و اجتماعی قابل توجه کرونا می‌تواند یک موضوع بحث‌برانگیز در انتخابات ۲۰۲۴ آمریکا باشد. برخلاف انتظارها، افزایش قدرت فرمانداران در مبارزه با همه‌گیری کرونا باعث افزایش اختلافات احتمالی در سال ۲۰۲۴ شده است.

### سیاست خارجی
آمریکا در طول حمله روسیه به اوکراین، کمک‌های نظامی و بشردوستانه قابل توجهی به اوکراین ارائه کرده است. سیاستمداران دموکرات و تعداد قابل توجهی از سیاستمداران جمهوری‌خواه از این طرح حمایت کرده‌اند و معتقدند که آمریکا نقش مهمی در «حفاظت از دموکراسی و مبارزه با تجاوز روسیه» دارد. برخی از نامزدها، از جمله ران دیسانتیس و دونالد ترامپ مدعی هستند که اوکراین و سرکوب مداخله روسیه برای آمریکا منافع قابل توجهی ندارد و این طرح باید محدودتر باشد.

## حزب دموکرات
جو بایدن رئیس‌جمهور دموکرات فعلی است که برای اولین دوره ریاست جمهوری خود در انتخابات ۲۰۲۰ انتخاب شد. او در پایان دوره اول خود ۸۲ ساله خواهد بود. جو بایدن در ۲۱ ژوئیه ۲۰۲۴ اعلان کرد که دیگر قصد شرکت در انتخابات ریاست جمهوری را نخواهد داشت و از رقابت‌ها کنار گرفت. او در بیانیه ای از نامزدی معاون خود کاملا هریس حمایت کرد.

### نامزد اصلی
| حزب دموکرات ۲۰۲۴                           | حزب دموکرات ۲۰۲۴                     |
| کامالا هریس                                | تیم والز                             |
| ------------------------------------------ | ------------------------------------ |
| رئیس‌جمهور                                  | معاون رئیس‌جمهور                      |
|                                            |                                      |
| ۴۹امین معاون رئیس‌جمهور آمریکا (۲۰۲۱–اکنون) | ۴۱مین فرماندار مینه‌سوتا (۲۰۱۹–اکنون) |
|                                            |                                      |

### نامزدهای انصراف‌داده
| نامزدهای این بخش بر اساس تاریخ انصراف مرتب شده‌اند |                         |
| دین فیلیپس                                        | رابرت اف. کندی جونیر    |
|                                                   |                         |
| نماینده مجلس در مینه‌سوتا (۲۰۱۹–اکنون)             | وکیل محیط زیست          |
|                                                   |                         |
| کارزار                                            | کارزار                  |
| کناره‌گیری: ۶ مارس ۲۰۲۴ ۲۲۹٬۲۲۱ رای                | کناره‌گیری: ۹ اکتبر ۲۰۲۳ |
| [ ۹۱ ] [ ۹۲ ] [ ۹۳ ]                              | [ ۹۴ ] [ ۹۵ ]           |

### کناره‌گیری بعد از انتخابات مقدماتی
نامزدهای این بخش، کارزار انتخاباتی خود را به حالت تعلیق درآورده‌اند، یا در غیر این صورت فعالیت تبلیغاتی خود را متوقف کرده‌اند و پس از برگزاری همه رقابت‌های مقدماتی، به رقابت‌های خود برای نامزدی پایان داده‌اند.
| نام              | نام | زادروز                                       | پیشه                                                                        | ایالت     | اعلان کارزار                           | تعلیق کارزار                            | کارزار تاریخ اعلام | رقابت‌های پیروز | نمایندگان مقید | مجموع آرا          | معاون       | منابع                   |
| ---------------- | --- | -------------------------------------------- | --------------------------------------------------------------------------- | --------- | -------------------------------------- | --------------------------------------- | ------------------ | -------------- | -------------- | ------------------ | ----------- | ----------------------- |
| جو بایدن         |     | ۲۰ نوامبر ۱۹۴۲ (سن ۸۲) اسکرانتون، پنسیلوانیا | رئیس‌جمهور (۲۰۲۱–اکنون) معاون رئیس‌جمهور (۲۰۰۹–۲۰۱۷) سناتور دلاور (۱۹۷۳–۲۰۰۹) | دلاور     | ۲۵ آوریل ۲۰۲۳                          | ۲۱ ژوئیه ۲۰۲۴ (از هریس حمایت کرد)       | FEC filing Website | ۵۶             | ۳٬۹۰۵ (۹۸٫۹٪)  | ۱۴٬۴۶۵٬۵۱۹ (۸۷٫۱٪) | کامالا هریس | [ ۹۸ ] [ ۹۹ ]           |
| ماریان ویلیامسون |     | ۸ ژوئیه ۱۹۵۲ (سن ۷۳) هیوستون                 | نویسنده                                                                     | کالیفرنیا | ۴ مارس ۲۰۲۳ ۲۸ فوریه ۲۰۲۴ ۲ ژوئیه ۲۰۲۴ | ۷ فوریه ۲۰۲۴ ۱۱ ژوئن ۲۰۲۴ ۲۹ ژوئیه ۲۰۲۴ | FEC filing Website | هیچ            | ۰ (۰٫۰٪)       | ۳۲۹٬۴۰۰ (۳٫۳٪)     | هیچ         | [ ۱۰۱ ] [ ۱۰۲ ] [ ۱۰۳ ] |

## حزب جمهوری‌خواه
دونالد ترامپ در انتخابات ۲۰۲۰ از جو بایدن شکست خورد و توسط مجلس نمایندگان استیضاح شد. وی در استیضاح دوم خود در سال ۲۰۲۱ تبرئه شد و در حال حاضر مجاز به شرکت مجدد در انتخابات ریاست جمهوری ۲۰۲۴ است. اگر او تصمیم به کاندیداتوری داشته باشد، پس از گروور کلیولند، دومین رئیس‌جمهور خواهد شد که برای دو دوره غیر متوالی خدمت می‌کند.
دونالد ترامپ رئیس‌جمهور سابق سه شنبه شب مطابق با ۱۵ نوامبر ۲۰۲۲ در اقامت گاه خود در مارآلاگو در ایالت فلوریدا در جمع تعدادی از هوادارانش رسماً نامزدی خود را در انتخابات سال ۲۰۲۴ ریاست جمهوری ایالات متحده آمریکا اعلام کرد.

### نامزد اصلی
| حزب جمهوری‌خواه ۲۰۲۴                | حزب جمهوری‌خواه ۲۰۲۴ |
| دونالد ترامپ                       | جی.دی. ونس          |
| ---------------------------------- | ------------------- |
| رئیس‌جمهور                          | معاون رئیس‌جمهور     |
|                                    |                     |
| ۴۵مین رئیس‌جمهور آمریکا (۲۰۱۷–۲۰۲۱) | جی. دی. ونس         |
|                                    |                     |

### کناره‌گیری در طول دوره مقدماتی
نامزدهای این بخش، کارزارهای انتخاباتی خود را به حالت تعلیق یا توقف درآوردند و به رقابت‌های اولیه خود پایان داده‌اند.
| نام            | نام | تاریخ تولد                                     | تجربه | ایالت           | اعلام کارزار انتخاباتی | تعلیق کارزار انتخاباتی             | کارزار انتخاباتی           | نمایندگان مقید | محبوبیت رای     | منبع                            |
| -------------- | --- | ---------------------------------------------- | --- | --------------- | ---------------------- | ---------------------------------- | -------------------------- | -------------- | --------------- | ------------------------------- |
| نیکی هیلی      |     | ۲۰ ژانویه ۱۹۷۲ (سن: ۵۳) بمبرگ، کارولینای جنوبی | سفیر ایالات متحده آمریکا در سازمان ملل متحد (۲۰۱۷–۲۰۱۸) فرماندار کارولینای جنوبی (۲۰۱۱–۲۰۱۷) نماینده ایالت کارولینای جنوبی (۲۰۰۵–۲۰۱۱) | کارولینای جنوبی | ۱۴ فوریه ۲۰۲۳          | ۶ مارس ۲۰۲۴                        | FEC filing Website         | ۸۹ (۸٫۱٪)      | ۷۶۳٬۷۶۳ (۳۱٫۷٪) | [ ۱۰۷ ] [ ۱۰۸ ]                 |
| ران دسنتیس     |     | ۱۴ سپتامبر ۱۹۷۸ (سن: ۴۶) جکسون‌ویل، فلوریدا     | فرماندارد فلوریدا (۲۰۱۹–اکنون) نماینده مجلس در فلوریدا (۲۰۱۳–۲۰۱۸)                                                                     | فلوریدا         | ۲۴ مه ۲۰۲۳             | ۲۱ ژانویه ۲۰۲۴ (به حمایت از ترامپ) | CampaignFEC filing Website | ۹ (۲۲٫۵٪)      | ۲۳٬۴۲۰ (۲۱٫۲٪)  | [ ۱۱۲ ] [ ۱۱۳ ]                 |
| ایسا هاچینسن   |     | ۳ دسامبر ۱۹۵۰ (سن: ۷۴) بنتون ویل، آرکانزاس     | فرماندار آرکانزاس (۲۰۱۵–۲۰۲۳) وزیر امنیت میهن ایالات متحده آمریکا (۲۰۰۳–۲۰۰۵) مدیر سازمان مبارزه با مواد مخدر (۲۰۰۱–۲۰۰۳)              | آرکانزاس        | ۲۶ آوریل ۲۰۲۳          | ۱۶ ژانویه ۲۰۲۴ (به حمایت از هیلی)  | CampaignFEC filing Website | ۰ (۰٫۰٪)       | ۱۹۱ (۰٫۲٪)      | [ ۱۱۵ ] [ ۱۱۶ ] [ ۱۱۷ ]         |
| ویوک راماسوامی |     | ۹ اوت ۱۹۸۵ (سن: ۳۹) سینسیناتی، اوهایو          | مدیرعامل اجرایی ویوک راماسوامی (۲۰۲۲–۲۰۲۳)                                                                                             | اوهایو          | ۲۱ فوریه ۲۰۲۳          | ۱۵ ژانویه ۲۰۲۴ (به حمایت از ترامپ) | CampaignFEC filing Website | ۳ (۷٫۵٪)       | ۸٬۴۴۹ (۷٫۷٪)    | [ ۱۲۰ ] [ ۱۲۱ ] [ ۱۲۲ ] [ ۱۲۳ ] |

### کناره‌گیری قبل از انتخابات مقدماتی
نامزدهای این بخش، کارزارهای انتخاباتی خود را به حالت تعلیق یا توقف درآوردند و پیش از برگزاری رقابت‌های مقدماتی، به رقابت خود برای نامزدی پایان دادند.
| نام          | تاریخ تولد                                               | تجربه | ایالت           | اعلام کارزار انتخاباتی | تعلیق کارزار انتخاباتی             | کارزار انتخاباتی               | منبع                    |
| ------------ | -------------------------------------------------------- | --- | --------------- | ---------------------- | ---------------------------------- | ------------------------------ | ----------------------- |
| کریس کریستی  | ۶ سپتامبر ۱۹۶۲ (سن: ۶۲) نیوآرک، نیوجرسی                  | فرماندار نیوجرسی (۲۰۱۰–۲۰۱۸)                                                                                | نیوجرسی         | ۶ ژوئن ۲۰۲۳            | ۱۰ ژانویه ۲۰۲۴                     | کمپینFEC filing Website        | [ ۱۲۵ ] [ ۱۲۶ ]         |
| داگ بورگم    | ۱ اوت ۱۹۵۶ (سن: ۶۹) آرتور، داکوتای شمالی                 | فرماندار داکوتای شمالی (۲۰۱۶–اکنون)                                                                         | داکوتای شمالی   | ۷ ژوئن ۲۰۲۳            | ۴ دسامبر ۲۰۲۳ (به حمایت از ترامپ)  | کمپینFEC filing Website        | [ ۱۲۸ ] [ ۱۲۹ ] [ ۱۳۰ ] |
| تیم اسکات    | ۱۹ سپتامبر ۱۹۶۵ (سن: ۵۹) چارلستون شمالی، کارولینای جنوبی | مجلس سنای ایالات متحده آمریکا در کارولینای جنوبی (۲۰۱۳–اکنون)                                               | کارولینای جنوبی | ۱۹ مه ۲۰۲۳             | ۱۲ نوامبر ۲۰۲۳ (به حمایت از ترامپ) | کمپینFEC filing Website        | [ ۱۳۳ ] [ ۱۳۴ ]         |
| مایک پنس     | ۷ ژوئن ۱۹۵۹ (سن: ۶۴) کلمبوس، ایندیانا                    | معاون رئیس‌جمهور ایالات متحده آمریکا (۲۰۱۷–۲۰۲۱) فرماندار ایندیانا (۲۰۱۳–۲۰۱۷) نماینده مجلس در U (۲۰۰۱–۲۰۱۳) | ایندیانا        | ۵ ژوئن ۲۰۲۳            | ۲۸ اکتبر ۲۰۲۳                      | کمپینFEC filing Website        | [ ۱۳۶ ] [ ۱۳۷ ]         |
| لری الدر     | ۲۷ آوریل ۱۹۵۲ (سن: ۷۱) لس آنجلس                          | مجری نمایش لری الدر (۱۹۹۳–۲۰۲۲) نامزد فرماندار کالیفرنیا در انتخابات برکناری فرمانداری کالیفرنیا ۲۰۲۱       | کالیفرنیا       | ۲۰ آوریل ۲۰۲۳          | ۲۶ اکتبر ۲۰۲۳ (به حمایت از ترامپ)  | لری الدرFEC filing Website     | [ ۱۳۹ ] [ ۱۴۰ ]         |
| پری جانسون   | ۲۳ ژانویه ۱۹۴۸ (سن: ۷۵) دولتون، ایلینوی                  | بنیان‌گذار Perry Johnson Registrars, Inc. (۱۹۹۴–اکنون) نامزد ردصلاحیت‌شده برای فرماندار میشیگان در ۲۰۲۲       | میشیگان         | ۲ مارس ۲۰۲۳            | ۲۰ اکتبر ۲۰۲۳ (به حمایت از ترامپ)  | کمپینFEC filing Website        | [ ۱۴۲ ] [ ۱۴۳ ] [ ۱۴۴ ] |
| ویل هرد      | ۱۹ اوت ۱۹۷۷ (سن: ۴۶) سن آنتونیو                          | نماینده مجلس در TX-23 (۲۰۱۵–۲۰۲۱)                                                                           | تگزاس           | ۲۲ ژوئن ۲۰۲۳           | ۹ اکتبر ۲۰۲۳ (به حمایت از هیلی)    | ویل هردFEC filing Website      | [ ۱۴۶ ] [ ۱۴۷ ]         |
| فرنسیس سوارز |                                                          | شهردار میامی (۲۰۱۷–اکنون) عضو کمیسیون شهر میامی (۲۰۰۹–۲۰۱۷)                                                 | فلوریدا         | ۱۴ ژوئن ۲۰۲۳           | ۲۹ اوت ۲۰۲۳                        | فرنسیس سوارزFEC filing Website | [ ۱۴۹ ] [ ۱۵۰ ]         |

## نامزدهای مستقل یا احزاب ثالث
شماری از نامزدهای مستقل رقابت خود را برای ریاست جمهوری اعلام کرده‌اند، که سرشناس‌ترین شان رابرت اف. کندی جونیور و کرنل وست هستند.
احزاب ثالث متعددی از جمله حزب لیبرترین، حزب سبز ایالات متحده، حزب سوسیالیسم و رهایی، حزب قانون اساسی، و حزب همبستگی آمریکا نیز نامزدهای ریاست جمهوری معرفی کرده‌اند.
کندی در اوت ۲۰۲۴ از رقابت کناره‌گیری کرد گرچه هنوز در بسیاری از ایالات نام او روی برگه‌های رأی باقی مانده. .

### دارای دسترسی عمده به برگه رای

#### حزب لیبرترین
چیس آلیور از سوی کنوانسیون ملی ۲۰۲۴ لیبرترین در جرجیا به عنوان نامزد حزب لیبرترین برگزیده شد. نام آلیور در ۴۷ ایالت روی برگه رای قرار دارد و رای‌دهندگان در ناحیه کلمبیا، ایلینوی و تنسی قادر خواهند بود نام او را به صورت دستی روی برگه رای بنویسند. الیور در نیویورک قادر به دریافت رای نوشتنی دستی نیست.
| تیکت ۲۰۲۴ حزب لیبرترین                          | تیکت ۲۰۲۴ حزب لیبرترین |
| چیس آلیور                                       | مایک تر مات            |
| ----------------------------------------------- | ---------------------- |
| رئیس‌جمهور                                       | معاون رئیس‌جمهور        |
|                                                 |                        |
| مسئول فروش از جورجیا                            | اقتصاددان از ویرجینیا  |
| [[File:{{{campaign logo}}}\|center\|275x112px]] |                        |

#### حزب سبز
استاین پزشک و نامزد قبلی این حزب در سال‌های ۲۰۱۲ و ۲۰۱۶، و عضو سابق جلسه شهری لکسینگتون، ماساچوست است. نام او در ۳۸ ایالت روی برگه رای قرار دارد و در پنج ایالت رای‌دهندگان می‌توانند نام او را روی برگه رای به صورت دستی بنویسند. او در بقیه ایالات یا ناحیه کلمبیا از چنین امکانی برخوردار نیست.
| تیکت حزب سبز ۲۰۲۴                               | تیکت حزب سبز ۲۰۲۴     |
| جیل استاین                                      | بوچ ور                |
| ----------------------------------------------- | --------------------- |
| رئیس‌جمهور                                       | معاون رئیس‌جمهور       |
|                                                 |                       |
| پزشک از ماساچوست                                | دانشگاهی از کالیفرنیا |
| [[File:{{{campaign logo}}}\|center\|275x112px]] |                       |

### نامزدهای مستقل
افراد سرشناس زیر به‌طور مستقل در حال رقابت برای ریاست جمهوری اند
- کرنل وست، دانشگاهی و فعال ضد جنگ و روشنفکر عمومی[۱۵۷][۱۵۸][۱۵۹][۱۶۰]

### نامزدهای انصراف داده
افراد زیر کمپین خود را پیش از انتخابات تعلیق یا تعطیل کردند
- رابرت اف. کندی جونیور، وکیل زیست‌محیطی، فعال ضد واکسن و نظریه‌پرداز توطئه، نامزد دموکرات ریاست جمهوری ۲۰۲۴ (از ترامپ حمایت کرد)[۱۶۱]